# Амент, Джефф
Джефф Аллен Амент (англ. Jeff Allen Ament, 10 марта 1963) — американский рок-музыкант, бас-гитарист, один из основателей группы Pearl Jam.

## Биография
Амент родился в Монтане и рос в небольшом городке Биг Сэнди, где и начал играть на бас-гитаре, ещё будучи подростком. После того, как его отчислили из Университета Монтаны, он перебрался в Сиэтл вместе со своей группой Deranged Diction. Там он познакомился со Стоуном Госсардом и Стивом Тёрнером и вскоре стал членом их команды Green River. Группа выпустила несколько альбомов, но в 1987 году распалась из-за внутренних разногласий.
Амент и Госсард решили продолжить играть вместе и, призвав к себе вокалиста Malfunkshun Эндрю Вуда, основали команду Mother Love Bone. В 1989 году группа записала EP, очень хорошо принятый критиками и слушателями и готовилась к выпуску дебютного альбома «Apple», но трагическая смерть Вуда в 1990 году положила конец этой перспективной команде.
Вскоре после этого Амент c Госсардом приняли участие в проекте Криса Корнелла Temple Of The Dog, созданном в память о Вуде, где также участвовал и Эдди Веддер, будущий вокалист Pearl Jam, исполнивший песню «Hunger Strike». После записи альбома Temple Of The Dog Амент и Госсард совместно с Майком Маккриди основали группу Pearl Jam, в которой Амент играет по сей день.
В 1999 году Амент создал сайд-проект Three Fish.
Сольное творчество Амента продолжилось записью в 2008-м году альбома Tone, в песнях которого прослеживается явное сходство с композициями позднего Перл Джема и вторым сольным альбомом While my heart beats (2012), явившемся логическим продолжением предыдущего сольника и благосклонно принятого фэнами.

## Группы
- Green River (1985—1988)
- Mother Love Bone (1988—1990)
- Temple Of The Dog (1991)
- Pearl Jam (1991 — настоящее время)
- Three Fish (1999)